# Каде де Гассикур, Феликс
Фели́кс Каде́ де Гассику́р (фр. Félix Cadet de Gassicourt; 1789 год, Париж —1861 год, там же) — французский химик-фармацевт и политик, сын наполеоновского фармацевта Шарля Луи Каде де Гассикур.
Принимал активное участие, в рядах либералов, в политической борьбе своего времени и в начале 30-х годов был мэром одного из округов Парижа.
Шатобриан и другие обвиняли его в попущении вандальского уничтожения украшенного лилиями креста в Сен-Жерменской церкви, между тем как на самом деле лишь заступничество Каде де Гассикур, объявившего церковь «национальной собственностью», спасло её от разрушения.

## Труды
- «Sur les Euphorbiacées» (1834),
- «Sur le Caoutchouc» (XI, 343),
- «Notice sur le Diosma crenata» (XIII, 106),
- «Etude sur les champignons» (1845).